# Fran González (futbolista, nascut el 2005)
Francisco "Fran" Javier González Pérez (nascut el 24 de juny de 2005) és un futbolista espanyol que juga com a porter al Real Madrid B.

## Primers anys i carrera al club
González va néixer el 24 de juny de 2005 a León. Des dels seus inicis en el futbol a la primerenca edat de cinc anys, Fran González s'ha forjat a les categories juvenils de la Cultural Leonesa, on va demostrar un destacat talent com a porter. Durant 12 temporades, va defensar apassionadament els colors de la Leonesa.

### Reial Madrid
El 2022, González va fitxar pel Reial Madrid després d'una temporada a la Lliga Nacional amb l'equip Juvenil B de la Cultural Leonesa. La seva actuació al Juvenil B del Reial Madrid va cridar l'atenció, sobretot sota l'atenta mirada de Luis Llopis, l'entrenador de porters del primer equip sota la direcció de Carlo Ancelotti.
El juliol de 2023, González va ser convocat per a la pretemporada del primer equip del Reial Madrid als Estats Units, cosa que va marcar una fita en la seva carrera. La seva extensió de contracte de cinc anys amb el Reial Madrid va consolidar la seva posició i el va convertir en un dels quatre porters per a la temporada 2023/24.
Fran González es va incorporar al Reial Madrid Juvenil A, alternant partits amb el Reial Madrid C a Tercera Federación. Tot i no formar part de la plantilla del primer equip, la seva joventut no li va impedir ser titular a la Tercera Federació en una victòria per 0-1 a Las Rozas. També va viatjar amb el primer equip en la seva gira pels Estats Units i va ser inscrit per a la Lliga de Campions.
González va debutar a la Lliga el 4 d'abril de 2025 contra el València, convertint-se en el porter més jove a debutar amb el Reial Madrid des d'Iker Casillas. El partit va acabar amb una derrota per 1–2.

## Carrera internacional
González ha estat convocat per representar la selecció espanyola sub-19.

## Estil de joc
González és conegut pels seus reflexos, agilitat i capacitat per aturar xuts.

## Palmarès
Reial Madrid
- Lliga de Campions de la UEFA: 2023–24[15]
- Supercopa de la UEFA: 2024
- Copa Intercontinental de la FIFA: 2024

Espanya sub-19
- Campionat d'Europa sub-19 de la UEFA: 2024[16]